# Liste der Baudenkmäler in Lachen (Schwaben)

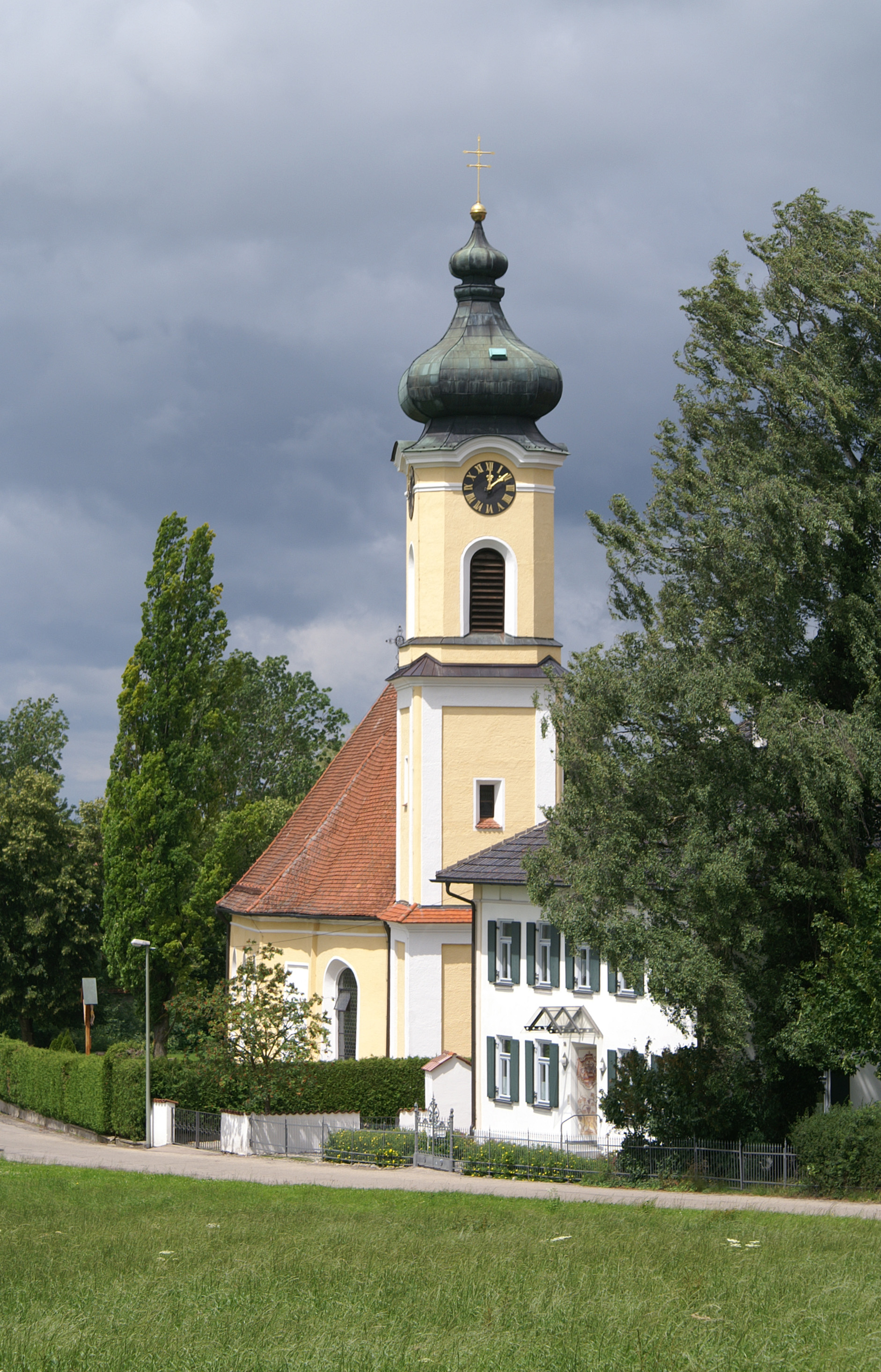
Kirche und Pfarrhaus in Lachen

Auf dieser Seite sind die Baudenkmäler in der schwäbischen Gemeinde Lachen zusammengestellt. Diese Tabelle ist eine Teilliste der Liste der Baudenkmäler in Bayern. Grundlage ist die Bayerische Denkmalliste, die auf Basis des Bayerischen Denkmalschutzgesetzes vom 1. Oktober 1973 erstmals erstellt wurde und seither durch das Bayerische Landesamt für Denkmalpflege geführt wird. Die folgenden Angaben ersetzen nicht die rechtsverbindliche Auskunft der Denkmalschutzbehörde.

## Baudenkmäler nach Ortsteilen

### Lachen
| Lage                      | Objekt                           | Beschreibung | Akten-Nr.     | Bild                   |
| ------------------------- | -------------------------------- | --- | ------------- | ---------------------- |
| Hauptstraße 2 (Standort)  | Ehemaliges Bauernhaus            | Zweigeschossiger Mitterstallbau mit Satteldach und Fachwerk teilweise unter Putz, wohl Anfang 17. Jahrhundert          | D-7-78-162-1  | weitere Bilder         |
| Kirchstraße 13 (Standort) | Katholische Pfarrkirche St. Afra | Saalbau mit eingezogenem Chor und östlichem Turm, 1746/47, Turm 1904/05, mit Ausstattung                               | D-7-78-162-2  | weitere Bilder         |
| Kirchstraße 15 (Standort) | Katholisches Pfarrhaus           | Zweigeschossiger Walmdachbau mit befenstertem Kniestock, italianisierender Putzbau, nach Plan von Anton Zettler, 1890. | D-7-78-162-15 | Katholisches Pfarrhaus |

### Albishofen
| Lage                          | Objekt                                    | Beschreibung                                                                                 | Akten-Nr.    | Bild           |
| ----------------------------- | ----------------------------------------- | -------------------------------------------------------------------------------------------- | ------------ | -------------- |
| Allgäuer Straße 18 (Standort) | Bauernhaus                                | Zweigeschossiger, traufständiger Mittertennbau mit Schleppdach und Fachwerk, 18. Jahrhundert | D-7-78-162-4 | Bauernhaus     |
| Allgäuer Straße 25 (Standort) | Kornkasten                                | Eingeschossiger Blockbau mit Satteldach, erste Hälfte des 18. Jahrhunderts.                  | D-7-78-162-5 | Kornkasten     |
| Schmittenbachweg 2 (Standort) | Wohnteil eines ehemaligen Mitterstallbaus | Zweigeschossiger, giebelständiger Satteldachbau mit Fachwerk aus dem 17./18. Jahrhundert.    | D-7-78-162-3 | weitere Bilder |

### Goßmannshofen
| Lage                     | Objekt                | Beschreibung                                                                         | Akten-Nr.    | Bild                  |
| ------------------------ | --------------------- | ------------------------------------------------------------------------------------ | ------------ | --------------------- |
| Blockstraße 5 (Standort) | Ehemaliges Bauernhaus | Zweigeschossiger Mittertennbau mit Satteldach, Knechtsinschriften von 1773 und 1796. | D-7-78-162-6 | Ehemaliges Bauernhaus |

### Herbishofen
| Lage                              | Objekt                               | Beschreibung | Akten-Nr.     | Bild                  |
| --------------------------------- | ------------------------------------ | --- | ------------- | --------------------- |
| Albishofener Straße 8 (Standort)  | Stadel                               | Zweigeschossiger Satteldachturm mit Fachwerk, bezeichnet 1715, 1797 und 1895 erneuert.                                                                    | D-7-78-162-7  | weitere Bilder        |
| Albishofener Straße 21 (Standort) | Gasthaus                             | Zweigeschossiger Satteldachbau mit dreigeschossigem geschweiftem Giebel, Anfang 19. Jahrhundert                                                           | D-7-78-162-8  | weitere Bilder        |
| Bechlinweg 7 (Standort)           | Ehemaliges Pappenheimisches Amtshaus | Jetziger Pfarrhof, stattlicher zweigeschossiger Satteldachbau, teilweise Fachwerk, 1551, 1744 und 1810 erneuert                                           | D-7-78-162-10 | weitere Bilder        |
| Bechlinweg 9 (Standort)           | Ehemaliges Bauernhaus                | Zweigeschossiger Mittertennbau mit Satteldach und Fachwerk am Wirtschaftsteil, bezeichnet 1770                                                            | D-7-78-162-11 | Ehemaliges Bauernhaus |
| Bechlinweg 11 (Standort)          | Evangelisch-reformierte Pfarrkirche  | Saalbau mit eingezogenem Chor und westlichem Satteldachturm, im Wesentlichen 2. Hälfte 15. Jahrhundert. Veränderungen im 18. Jahrhundert, mit Ausstattung | D-7-78-162-9  | weitere Bilder        |

### Moosbach
| Lage                           | Objekt                 | Beschreibung                                                                              | Akten-Nr.     | Bild                   |
| ------------------------------ | ---------------------- | ----------------------------------------------------------------------------------------- | ------------- | ---------------------- |
| Ottobeurer Straße 1 (Standort) | Stadel                 | Zweigeschossiger Satteldachbau mit Fachwerk und Ständerbohlen, bezeichnet 1798.           | D-7-78-162-12 | weitere Bilder         |
| Ottobeurer Straße 4 (Standort) | Ehemaliges Gesindehaus | Zweigeschossiger Mittertennbau mit Satteldach und Fachwerk am Ostgiebel, bezeichnet 1732. | D-7-78-162-13 | Ehemaliges Gesindehaus |

### Theinselberg
| Lage                       | Objekt                                        | Beschreibung | Akten-Nr.               | Bild           |
| -------------------------- | --------------------------------------------- | --- | ----------------------- | -------------- |
| Theinselberg 35 (Standort) | Evangelisch-reformierte Filialkirche St. Afra | Saalbau mit eingezogenem Chor und nördlichem Satteldachturm, unverputzter Nagelfluhbau, im Kern 12. Jahrhundert, Langhaus und Chor spätes 15. Jahrhundert, Turm 1484; mit Ausstattung; | D-7-78-162-14           | weitere Bilder |
| Theinselberg 35 (Standort) | Friedhofsmauer                                | Bruchsteinmauerwerk | D-7-78-162-14 zugehörig | Friedhofsmauer |